# Nguyễn Huy Hoàng
Nguyễn Huy Hoàng (Nghe An, Vietnam; 1 de enero de 1981) es un exfutbolista y entrenador de fútbol de Vietnam que jugaba en la posición de defensa. Actualmente es el entrenador del Sông Lam Nghệ An de la V.League 1.

## Carrera

### Club
| Periodo   | Club             | Apariciones | Goles |
| --------- | ---------------- | ----------- | ----- |
| 1998-2013 | Sông Lam Nghệ An | 93          | 12    |
| 2013-2014 | XSKT Cần Thơ     | 18          | 0     |

### Selección nacional
Jugó para Vietnam en 35 ocasiones de 2002 a 2010 y anotó un gol, el cual fue en la victoria por 9-1 ante Camboya el 9 de diciembre de 2004 por la Copa Tigre 2004 en Vietnam; participó en la Copa Asiática 2007 y en dos ediciones de los Juegos Asiáticos.

## Logros
- V.League 1 (3): 1999-2000, 2000-01, 2011
- Copa de Vietnam (2): 2002, 2010
- Supercopa de Vietnam (4): 2000, 2001, 2002, 2011
- V.League 2 (1): 2014